# Mathieu Béroalde
Pour les articles homonymes, voir Beroalde et Brouard.
 (juin 2025).
Mathieu Béroalde, ou Matthieu Beroald, de son vrai nom Mathieu Brouard, est un théologien, mathématicien, philosophe et historien français né à Saint-Denis, près de Paris en 1520, mort à Genève le 15 juillet 1576.  

## Biographie
Matthieu Brouart est le fils de Simon Brouart, barbier à Saint-Denis. Sa famille est originaire de Gamaches, en Picardie. À la mort de son père, en 1526, il reste à la charge de sa belle-mère, Martine de Mantel. Celle-ci a obtenu de son parent maternel, François Vatable, de s'intéresser à lui. Dans cette période, François Vatable est professeur au collège du cardinal Lemoine. Béroalde fait ses études au collège du cardinal Lemoine, et s’y livre avec tant d’ardeur qu’il a bientôt appris le grec, le latin, l’hébreu ; il est théologien, mathématicien, philosophe, historien.
Vatable a horreur des noms vulgaires. Il change son nom, Guasteblé, Gastablœus, pour prendre celui de Vatable. Il fait de même pour son protégé. Celui-ci est d'abord connu sous le nom de Petit Vatable, puis François Vatable choisi Béroalde, en l'honneur des deux Philippe Béroalde  de Bologne, et c'est sous ce nom qu'il est reçu maître ès-arts, en 1543. Il régente ensuite les 4e, 3e et 2e classes de grammaire du collège du cardinal Lemoine entre 1543 et 1545. En 1546, il est chargé d'y faire un cours de dialectique. La mort de François Vatable, en 1547, modifie sa position dans le collège, et il accepte une place dans le gymnase de Bordeaux où il reste une année et enseigne la philosophie d'Aristote. 
Il revient ensuite à Paris où il est chargé, en janvier 1550, avec Jean Strazelius, de l'éducation d'Hector Frégose. L'année suivante il l'accompagne à Bazens où sa famille avait une résidence, mais, à peine arrivé, il repart pour se marier avec Marie Bletz, nièce de François Vatable. Toute l'année 1551 est consacrée à son travail pédagogique, mais son élève meurt le 10 février 1552. Il revient à Paris, mais il est rapidement rappelé pour devenir le précepteur du fils aîné, Janus Frégose, devenu évêque d'Agen, lorsqu’il y embrasse la réformation avec Jules César Scaliger et d’autres savants. Il passe l'année 1553 avec lui. L'année suivante il fait un voyage avec lui et sa famille en Italie et le quitte à Rome, le 16 février 1555, pour revenir à Paris. 
À partir de ce retour, il va s'occuper de l'éducation des jeunes gens en faisant payer une pension de 75 livres par an. Il est le précepteur de Théodore Agrippa d'Aubigné et de Pierre de L'Estoile. Il reste à Paris jusqu'en 1562, quand la persécution contre les protestants y devient plus forte après la prise d'Orléans par le prince de Condé, le 2 avril 1562. Le parlement de Paris  décide la prise de corps contre tous les seigneurs et gentilshommes de la religion. Béroalde s'enfuit de Paris avec sa famille et quelques-uns de ses élèves. D'Aubigné, qui est parmi eux, raconte cette fuite. Ils se mettent sous la protection de Renée de France, à Montargis. Ils sont conduits à Gien le 8 juin, puis doivent se réfugier à Orléans le 22 juin du fait de l'approche de l'armée royale. Là ils sont confrontés à une grave épidémie de peste qui fait des milliers de victimes. Il perd sa femme et deux de ses élèves, Jean de Villiers et Du Pré. D'Aubigné en réchappe, ainsi que lui-même et son fils aîné, François. Le 22 novembre 1562 il est nommé professeur de lettres hébraïques à l'université d'Orléans, mais il est chassé de cette ville en 1568. Il se réfugie de nouveau à Montargis jusqu'en 1569, puis il est appelé pour donner un cours à Sancerre, en septembre. Il retourne à Montargis le 2 août 1570 et accepte un poste de principal du collège de cette ville. 
Quand il apprend la nouvelle du massacre de la Saint-Barthélemy, le 25 août 1572, il se sauve à Sancerre, laissant sa famille à Montargis, sous la protection de Renée de France. Il se distingue pendant le siège de cette ville par le maréchal de la Châtre. La ville capitule le 28 août 1573. Il revient alors à Montargis. Pendant ce siège, il évite de justesse la perte du manuscrit de sa Chronique. 
Le 30 septembre 1573, il est à Sedan, où il a été nommé professeur de chronologie, dans lesquelles il s’exprime avec beaucoup d'irrévérence sur le roi François Ier, ce qui scandalise ses auditeurs. Mais ce qu'on peut lire dans sa Chronique sur ce roi n'est pas critique. Une maladie de la vessie oblige Béroalde à prendre les eaux à Spa en juin 1574. Il est de retour à Sedan en août, il part en octobre pour Genève avec sa femme et trois de ses filles et y retrouve son fils aîné François. Les autorités de Genève lui accordent la bourgeoisie. Sur la recommandation de Théodore de Bèze il est nommé professeur de belles lettres et de philosophie chrétienne. Il commence son cours le 6 décembre 1574 par l'explication de l'Organon. D'après une lettre de Théodore de Bèze, on peut supposer qu'il est aussi pasteur, mais Béroalde n'en fait pas mention dans son Journal.
Il meurt à Genève le 15 juillet 1576.

## Famille
Mathieu Béroalde s'est marié en 1551 avec Marie Bletz, nièce de François Vatable, dont il a eu :
- François Béroalde de Verville,
- Marguerite (1560-1562),
- Rachel (1563-1563).

Sa première femme étant morte à Orléans en 1562, il s'est remarié en 1563 avec Jeanne Pasquier, fille d'un notaire d'Orléans, morte le 27 septembre 1575, dont il eut :
- Judith (1563-1566),
- Mathieu (1565-1565),
- Marie (1566- ),
- Anne (1569-1576),
- Marthe (1571-1576),
- Renée (1572- ).

Il s'est remarié le 6 février 1576 avec Gabriel de Pestels, de Merle, veuve du sieur de Benelle.

## Publications
On a de lui : 
- Chronicon Scripturæ Sacræ autoritate constitutum, Genève, 1575, in-fol.

Vossius et Joseph Scaliger ont fait l’éloge de cet ouvrage, qui contient cependant des bizarreries incroyables. L’auteur s’était persuadé que l’Écriture sainte renfermait tous les matériaux de la chronologie, de sorte qu’il effaçait de l’histoire tous les noms qu’il ne trouvait pas dans l’Ancien Testament.
Draud, dans sa Bibliotheca classica, fait mention du livre suivant : 
- G. Mercatoris et Matthei Seroaldi Chronologia, ab initia mundi ex eclipsis el observalionibus astronomicis demonstrata, qu’il dit avoir été imprimé à Bâle, et Cologne, 1568, in-fol.